# 6954 Potemkin
A 6954 Potemkin (ideiglenes jelöléssel 1987 RB6) a Naprendszer kisbolygóövében található aszteroida. Ljudmilla Vasziljevna Zsuravljova fedezte fel 1987. szeptember 4-én.